# Mike Beaumont
Mike Beaumont (ur. 26 lipca 1948 w Ripon) – brytyjski żużlowiec, występujący również na długim torze i na trawie.

## Życiorys
Największe sukcesy odnosił w wyścigach na trawie, wielokrotnie startując w finałach indywidualnych mistrzostw Europy na torze trawiastym (najlepszy wynik: Damme 1982 – srebrny medal). Był również półfinalistą indywidualnych mistrzostw świata na długim torze (1975).
W rozgrywkach ligi brytyjskiej reprezentował kluby z Leicester (1976), Middlesbrough (1976–1977) oraz Scunthorpe (1980).